# Rožec nízký
Rožec nízký (Cerastium pumilum) je bíle kvetoucí, nenápadná, přízemní bylina, jednoletý nebo ozimý druh rodu rožec.

## Výskyt
Tento středomořsko-subatlantský druh je v Evropě rozšířen od Britských ostrovů a jihu Skandinávského poloostrova směrem na jih a jihovýchod Evropy. Přesný rozsah areálu není dosud znám, doteď byl druh determinován převážně na základě nesprávných rozpoznávacích znaků. V nejbližších zemích prokazatelně roste na Slovensku, Ukrajině, v Rakousku, Maďarsku a Rumunsku. Na území České republiky vyrůstá především ve středních a severozápadních Čechách a na jihu Moravy.
Roste v nížinách a pahorkatinách na bazických vápencových, čedičových nebo hadcových substrátech, zásaditých spraších a nánosech říčních štěrků a písků. Je vázán především na výslunná a suchá místa, jako jsou stepní louky, kamenité stráně s křovinami a sutinami, někdy bere zavděk i stanovišti antropogenního charakteru.

## Popis
Jednoletá, pouze do 20 cm vysoká rostlina s lodyhou přímou nebo vystoupavou vyrůstající jednotlivě nebo se již od báze větvící do trsu 2 až 9. Lodyha je tmavozelená neb u báze načervenalá a je porostlá žláznatými i nežláznatými chlupy. Listy přezimující přízemní růžice (jen v případě že semeno vyklíčilo již na podzim) bývají elipsovitého tvaru, ve spodní polovině jsou zúžené do řapíku, na rubu jsou holé a na líci řídce chlupaté, v době kvetení již usychají. Vstřícné lodyžní listy dlouhé 5 až 15 mm a široké 2 až 7 mm jsou barvy tmavě zelené a na vrcholu mívají červenavou špičku, z obou stran bývají porostlé chlupy.
Horní strana listenů je obvykle lysá a lesklá, někdy i chlupatá. Listeny spodních květů jsou elipsovité či vejčité a obvykle nemívají na vrcholu blanitý lem nebo jen velmi úzký. Vidlanovité květenství s hustě chlupatými větvemi je tvořeno 3 až 18 pětičetnými bílými květy. Jejich stopky, 1,5 až 2,5krát delší než kalich, jsou při kvetení vzpřímené a v době plodů svěšené. Kopinaté, ostře zakončené kališní lístky s blanitým lemem v horní části bývají dlouhé 5 až 6 mm a jsou na vnější straně porostlé žláznatými chlupy nepřesahující vrchol kalichu. Obvejčité bílé korunní lístky jsou na vrcholu hluboce dvoulaločné se zářezem hlubokým někdy až 40 % jejich délky. Bývají o málo delší než kališní a jsou lysé. V květu je nejčastěji 6 (někdy 5 až 10) tyčinek a pět čnělek. Kvetou v dubnu až květnu, občas ještě i v červnu. Ploidie je 2n = 12x = 108.
Plodem jsou slabě se zužující válcovité tobolky, dlouhé okolo 8 mm a nahoře široké průměrně 2 mm. Jsou rovné nebo mírně vzhůru zakřivené a slabě z boku zploštěné, pukají na vrcholu 10 zuby. Obsahují tmavohnědá, okrouhlá, mírně zploštělá semena velká asi 0,6 mm s drsným povrchem. Rozmnožuje se výhradně semeny která po uzrání klíčí buď ještě téhož roku, a pak zimu přečkávají ve formě listové růžice, nebo až dalším rokem z jara.

## Možnost záměny
Rožci nízkému je velmi podobný rožec lepkavý který s ním bývá často zaměňován nebo do jehož druhu byl v širším pojetí Cerastium pumilum s. l. i řazen. V současnosti se prosazuje, že rožec lepkavý patří do skupiny podobných druhů rožce nízkého, do Cerastium pumilum agg. Přestože rostou i na stejných stanovištích vzájemně se nekříží.
Posledním výzkumem byly stanoveny tyto diferencující znaky:
- Rožec nízký má nejspodnější lodyžní článek jen nežláznatě chlupatý, čnělky jsou dlouhé 1,1 až 1,5 mm, nejdelší žláznaté trichomy na kalichu měří 0,35 až 0,55 mm a největší rozměr semene je 0,55 až 0,6 mm.
- Rožec lepkavý má čnělky dlouhé pouze 0,6 až 0,9 mm, žláznaté chlupy na kalichu nejsou delší než 0,25 až 0,35 mm a semeno není větší než 0,45 až 0,55 mm.

Po prozkoumání četnosti výskytu byl rožec nízký "Červeným seznamem cévnatých rostlin České republiky z roku 2012" zařazen do kategorie ohrožených druhů (C3).